# Fiat Punto
O Fiat Punto é um modelo de automóvel compacto fabricado pela Fiat entre 1993 e 2018. Na Europa existem os modelos Punto e o Grande Punto (o nome da terceira geração do Punto de 2005 até 2009)
Não se deve confundir o Punto europeu (das mesmas dimensões do Fiat Palio) com o modelo brasileiro, conhecido como Grande Punto na Europa (foto). O Punto é o sucessor do Uno nos países desenvolvidos e surgiu no final de 1993, e em 2005 surgiu o Grande Punto (Europa), desenhado por Giorgetto Giugiaro, para suprir uma lacuna entre o Punto e o Stilo, no período do frustrado acordo industrial entre GM e Fiat.
Em agosto de 2007 o Grande Punto foi lançado no Brasil com tecnologia bicombustível. Seus concorrentes diretos na ocasião de lançamento foram o Citroën C3 e o Volkswagen Fox.
Entre 2005 e 2006 chegou a ser o carro mais vendido da Europa e, ao lado do Bravo (sucessor do Stilo) e do recém lançado Cinquecento (500) são responsáveis pela recuperação da FIAT que estava com problemas financeiros até a crise das montadoras americanas em 2008/2009.
Na Europa o Grande Punto compartilha integralmente a conceituada plataforma "gamma" com Opel Corsa europeu, no Brasil, a Fiat mantém a estrutura central da plataforma "gamma" europeia, porém combina elementos de suspensão com a Idea e Stilo, além de elementos derivados da primeira geração do Palio. Tal mudança foi necessária para adequar o veículo as más condições de pavimentação das ruas brasileiras.
O design, no entanto, foi mantido praticamente inalterado em ambos modelos, exceto pela ausência de repetidores de direção (piscas) laterais na versão brasileira.
O modelo italiano foi lançado em setembro de 2005, com estilo distinto. Nesse modelo, a frente do Punto tem estilo um pouco rétro, lembrando os carros desportivos italianos dos anos 1960, especialmente os Maserati (que também pertencem ao grupo FIAT).
No Brasil, o Punto apresenta alguns opcionais inéditos, como o novo sistema Blue & Me, desenvolvido em parceria com a Microsoft, que conta com tecnologia Windows Mobile e permite ao motorista desempenhar várias tarefas com comando de voz (como acionar agenda telefônica, atender chamadas telefônicas por meio de Bluetooth, ouvir através do sistema de áudio do veículo as mensagens SMS, escutar músicas em MP3, entrada USB para pendrive e MP3 player).
O Punto também estreou o novo logotipo vermelho da Fiat no Brasil, embora o logotipo azul não tenha sido excluído dos outros carros da marca. O espaço interno por ter entre eixos 2,51 m dá a ele um bom espaço, principalmente para os ocupantes dos bancos dianteiros, mas o porta-malas comporta apenas 280 litros. O Grande Punto tem classificação, pela própria montadora, entre compacto premium pelo porte geral, acabamento e preço, e entre os médios pelo entre eixo.
No final do primeiro semestre do ano de 2010 a Fiat fez modificação nas versões disponíveis, com a adoção dos novos motores E.TorQ, fabricados pela FPT, na unidade da cidade de Campo Largo, região metropolitana de Curitiba, capital do Estado do Paraná.
Com isso a Fiat corrigiu dois pontos fracos apontados pelos críticos. Primeiro a opção de um motor mais forte que o Fire 1.4, no caso o 1.6 16V; segundo a adoção de um motor menos áspero e mais moderno, caso do 1.8 de origem GM pelo 1.8 16V.
Outra mudança na linha 2011 foi a adoção do câmbio automatizado Dualogic, que já estava disponível em outros modelos desde a linha 2010. Inicialmente o novo câmbio estava disponível apenas para as versões com motor 1.8 16V, porém a Fiat acaba de estender a opção para a versão Essence 1.6 16V. Dentro desta mesma linha surgiram críticas pelo fato de o modelo não haver entre os itens opcionais a mudança de marchas por borboletas, que foram adotadas no Stilo o ano anterior.

## Primeira geração (1993–1999)
A primeira geração do Fiat Punto foi comercializada em Portugal de 1993 até 1999.

## Segunda geração (1999–2010)
A terceira geração do Fiat Punto foi comercializada em Portugal de 1999 até 2005.

## Terceira geração
A terceira geração do Fiat Punto foi comercializada em Portugal de 2005 até 2018.

### Troca de versões
| Antigas versões      | Novas versões           |
| -------------------- | ----------------------- |
| 1.4 Fire 86 cv       | 1.4 8V Attractive 88 cv |
| 1.4 ELX 86 cv        | 1.6 16V Essence 117 cv  |
| 1.8 HLX 116 cv       | 1.8 16V Essence 132 cv  |
| 1.8 Sporting 116 cv  | 1.8 16V Sporting 132 cv |
| 1.4 16V T-Jet 152 cv | 1.4 16V T-Jet 152 cv    |

## Prêmios
- Carro Europeu do Ano - 1995
- Carro do Ano 2008 - Revista Autoesporte
- Carro Nacional do Ano - Abiauto
- Melhor Comercial do Ano, categoria produto - Top car TV

## Competições
O Punto sempre foi popular entre pilotos de corrida amadores devido ao baixo custo e à vasta disponibilidade de peças de reposição.